# Бранко Тадић
Бранко Тадић (Београд, 4. октобар 1973) је српски шаховски велемајстор.

## Каријера
Бранко Тадић је победио на Отвореном првенству Србије 2006.
Титулу велемајстора освојио је 2010. године. Оснивач је шаховског клуба и шаховске школе „Тадић”, главни уредник „Шаховског информатора”.
Тренерску каријеру отпочео је 2001. године, а од 2014. године постаје један од селектора кадетске репрезентације Србије. Тренирао је Александра Инђића.

## Аутор књига
- „Енциклопедија шаховских комбинација”
- „Енциклопедија шаховских минијатура”
- „Енциклопедија шаховских отварања”